# Wendy van Dijk
Wendy van Dijk (22. januar 1971 i Weesp) er en nederlandsk skuespiller og tv-vært.
Van Dijk er bedst kendt i sin rolle som Ushi og som vært i talentshows som The voice of Holland, The Voice Kids og X-faktor.

## Biografi
Van Dijk blev født i 1971 i Weesp som datter af en erhvervsdrivende.
I en alder af tolv år gjorde hun sin fjernsyndebut i AVRO-programmet Zoethout. Hun besluttede dog at forfølge en danskarriere og blev uddannet på en danseskole af en af de nederlandsk mest kendte danselærere Barry Stevens. Efterfølgende dansede hun i et show af sangeren Lee Towers og herefter i tre år med André van Duin Revyen. Kort tid efter blev hun ansat som danser for Haddaway, der har rejst over hele verden.
I midten af halvfemserne vendte Van Dijk tilbage til fjernsynet, i første omgang som assistent, senere som vært i diverse programmer for SBS Broadcasting som Hart in Aktie, Shownieuws og Domino Day.

### Ushi
En af Van Dijks mest succesfulde programmer var Ushi en Van Dijk, hvor hun i rollen af Ushi Hirosaki - en naiv japansk journalist - interviewede kendte personer hvorefter hun senere igen - som sig selv - afslørede overfor at have narret dem. Af programmet blev der lavet en del efterfølger i en kombination af Ushi og andre typer, såsom Dushi og familien Leenders. Disse typer er ikke uden kontroverser, og opfattes af nogle som racistisk.

### RTL
I 2006 skiftede Van Dijk til RTL, hvor hun debuterede som kandidat i Dancing on Ice. Fra sæsonen 2006/2007 blev hun vært for X Faktor og et år senere blev hun medvært af Idols. Fra oktober 2007 præsenterede Van Dijk Wendy: heel Holland helpt på RTL 4. Her fik 400 mennesker hver € 1000 euro for at beskæftige sig med at hjælpe andre mennesker. Samme år præsenterede Van Dijk sammen med Irene Moors Doe een wens, i samarbejde med Make-A-Wish Foundation. Siden 2008 præsenterer hun sammen med Martijn Krabbé, sønnen af Jeroen Krabbé, X Factor. Siden 2012 præsenterer hun også The Voice Kids.
Fra 2009 til 2012 blev der lavet nye afsnit af tv-serien Ushi og van Dijk, med typer som metreolog Lucretia Martina i "Ushi & Dushi" og som den skrappe Amsterdamske Loes i "Ushi & Loesie" samt "Ushi & The Family" på RTL 4.
Siden 2011 har Van Dijk en fast rolle som Fenna i dramaserien Moordvrouw. 
Van Dijk præsenterer siden 2015, sammen med Johnny de Mol, talent showet Superkids og præsenterer hun den nederlandske version af programmet Diagnose Søges. I efteråret 2016 præsenterede Van Dijk, et engangsprogram Holland-Belgien. I foråret 2017 havde hun et ny program, Janzen & van Dijk som hun præsenterer sammen med Chantal Janzen.

### Andre medier
Van Dijk har spillet roller i film som Science Fiction (2003), In Oranje (2004) og i 2007 havde hun en af de hovedroller i Alles is Liefde.
Siden 2015 har Van Dijk et eget glamourblad, Wendy Magazine. Det blev i fagkredsen i første omgang ikke meget godt modtaget, selv om omsætningen var godt. Ved Udgangen af 2015, begyndelsen af 2016, var der nogle organisatoriske ændringer og nye medarbejdere blev ansat, herunder sexolog Goedele Liekens og biolog Freek Vonk.

## Anerkendelse
I 2000, 2003, 2004 og 2005, fik Van Dijk den prestigefyldte Zilveren Televizier-Ster som bedste tv-kvinde og i 2003 modtog hun også Gouden Televizier-Ring for programmet Hart in Aktie. I 2006, blev hun udelukket fra deltagelse, eftersom en studievært i henhold til reglerne kun kan vinde højst tre efterfølgende år. I 2007 blev hun igen nomineret, men vandt den ikke. I 2012 vandt hun igen en Gouden Televizier-Ring, denne gang med programmet The voice of Holland. Hun blev desuden nomineret til en Zilveren Televizier-Ster i 2002, 2007, 2011, 2012 og 2013, men at vand den ikke.

## Privat
Van Dijk har en søn fra et tidligere forhold med Volumia!-sangeren Xander de Buisonjé og en datter fra sit nuværende forhold med programdirektør Erland Galjaard, med hvem hun giftede sig i september 2014.

## Film-og tv
| Film      | Film                 | Film                                                        | Film                                          |
| År        | Producton            | Rol                                                         | Bemærkninger                                  |
| --------- | -------------------- | ----------------------------------------------------------- | --------------------------------------------- |
| 2001      | Ushi Says: Hi!       | Ushi Hirosaki                                               |                                               |
| 2002      | Science Fiction      | Rachel Decker                                               |                                               |
| 2003      | Liever verliefd      | Suzan                                                       |                                               |
| 2004      | In Oranje            | Sylvia van Leeuwen                                          |                                               |
| 2007      | Alles is Liefde      | Klaasje van Ophorst                                         |                                               |
| 2013      | Ushi must Marry      | Ushi Hirosaki                                               |                                               |
| Fjernsyn  |                      |                                                             |                                               |
| År        | Production           | Rolle                                                       | Bemærkninger                                  |
| 1995      | Flodder              | Kees' kæreste                                               | Afsnit: Van de wereld                         |
| 1999      | Spangen              | Tamara                                                      | Afsnit: Kinderwerk                            |
| 1999-2002 | Ushi en Van Dijk     | Ushi Hirosaki                                               | Faste rolle                                   |
| 2000      | Wildschut & De Vries | Anita                                                       | Afsnit: Ukendt                                |
| 2005      | Baantjer             | Hellen Berendsen                                            | Afsnit: De Cock en de moord op de missionaris |
| 2009      | Ushi & Dushi         | Ushi Hirosaki & Lucretia Martina ('Dushi')                  | Faste roller                                  |
| 2009      | De TV Kantine        | som sigselv                                                 | Afsnit: Ja, ik wil...?                        |
| 2010      | Ushi & Loesie        | Ushi Hirosaki & Loes Knapperd ('Loesie')                    | Faste roller                                  |
| 2011-2012 | Ushi & The Family    | Ushi Hirosaki & Gerda, Bo og Betsie Leenders ('The Family') | Faste roller                                  |
| 2012-nu   | Moordvrouw           | Fenna Kremer                                                | Faste rolle                                   |

## Eksterne link
- Wikimedia Commons har flere filer relateret til Wendy van Dijk
- Wendy van Dijk på Internet Movie Database (engelsk)
- Wendy van Dijk på AlloCiné (fransk)
- Wendy van Dijk på AllMovie (engelsk)
- Wendy van Dijk på The Movie Database (engelsk)
- Officielle hjemmeside Arkiveret 23. januar 2013 hos  Wayback Machine (nederlandsk/hollandsk)